# Jeff Beukeboom
Jeffrey Scott "Jeff" Beukeboom, född 28 mars 1965 i Ajax, Ontario, är en kanadensisk före detta professionell ishockeyspelare som spelade för Edmonton Oilers och New York Rangers i NHL. Han vann fyra Stanley Cup, med Edmonton Oilers 1987, 1988 och 1990 och med New York Rangers 1994.
Beukeboom inledde sin NHL-karriär i Edmonton Oilers under storhetstiden i slutet på 1980-talet. När Mark Messier byttes bort till New York Rangers ingick Beukeboom i affären. Beukeboom var en storvuxen och mycket hårt spelande back och var mycket uppskattad av publiken för sitt uppoffrande spel och sina tacklingar. I New York Rangers var han även assisterande lagkapten och han spelade i samma backpar som Brian Leetch. Efter ett antal hjärnskakningar tvingades han lägga av med ishockeyn 1999.
Jeff Beukeboom är kusin till före detta NHL-spelaren Joe Nieuwendyk.